# Апраксина, Татьяна Игоревна

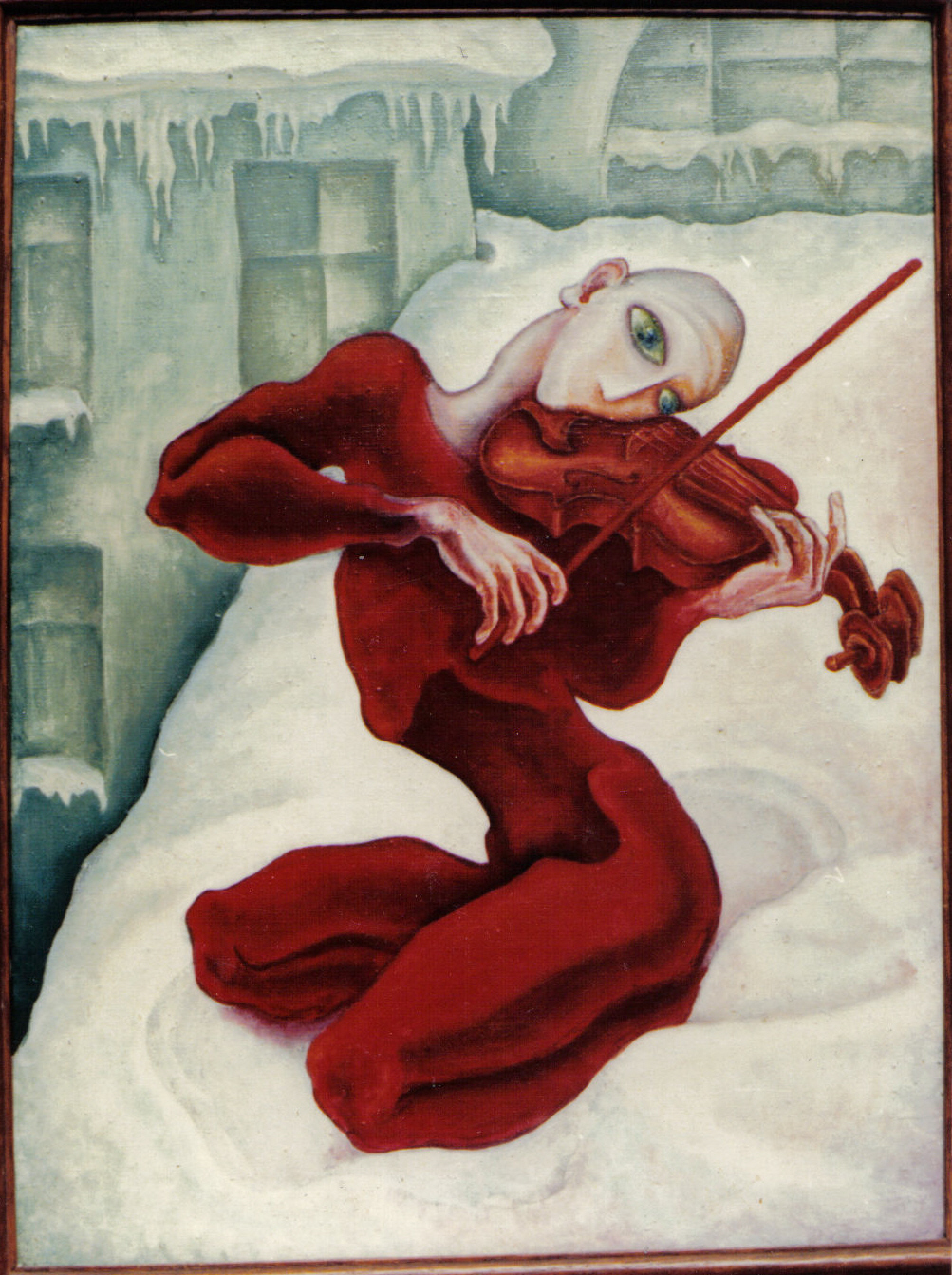
Красный скрипач. Татьяна Апраксина, 1985

Татьяна Игоревна Апраксина — советская и российская художница и писательница, главный редактор международного журнала культуры «Апраксин блюз». Журнал объединил авторов, представляющих профессиональную гуманитарную и естественную науку, культуру и искусство.
Апраксина никогда не входила ни в одну группировку. Её творческая деятельность начиналась в Ленинграде в 1970-е годы и была продолжена также в Москве, других городах страны и на международном уровне на протяжении 1980-х и последующих годов. К концу тысячелетия местом создания её живописных и литературных произведений стали Соединённые Штаты Америки, где новым сюжетом для дальнейшего исследования творческих и философских тем стало для неё поэтическое восприятие ландшафтов тихоокеанского побережья Калифорнии.

## Вклад в рок-культуру
В Ленинграде Апраксина поселилась в 1963 году, а в Апраксином переулке начала жить с 1972 года. Музыкально окрашенная неофициальная культура того времени активно переплелась с её жизнью. Художественное ремесло она осваивала преимущественно самостоятельно. С середины 1970-х «Апраксина» становится её творческим псевдонимом. В течение 1974, отмеченного созданием её первой значительной серии графических работ, в её ближайшую среду вошли основные музыканты «Аквариума», а также Михаил «Майк» Науменко, набиравший первый авторский опыт и уже в начале 1980-х получивший признание в качестве солиста и лидера группы «Зоопарк» как ключевая фигура русскоязычного рока и блюза. Квартира в переулке, обернувшаяся базой для рок-деятельности, в итоге для спецнаблюдателей существовала под определением «Салон мадам Апраксиной». Личное сближение с Апраксиной способствовало формированию музыкального лица Майка, что отражается в ряде песен, в том числе «Сладкая N» и пр. той же тематики. В антологии «Сто магнитоальбомов Советского Рока» Александр Кушнир отмечает: "В одном из своих поздних интервью Майк выдал очень сокровенное и, пожалуй, самое главное: «Все мои песни посвящены ей…».
В 2000-е годы Апраксина была консультантом и участником работы над программой Джеймса Мантета аутентичного песенного перевода на английский язык произведений Майка, Бориса Гребенщикова и Булата Окуджавы и её исполнением.

## Новая философия города
К началу 1980-х годов систематическая работа по производству авторских художественных киноплакатов (послужившая для Апраксиной также поводом к созданию первой профессиональной афиши «Аквариума») стала фоном для развития живописной стороны её творчества.
В 1983 году ощущение профессиональной и творческой двойственности заставило Апраксину отказаться от официальной работы. Она стала по умолчанию «свободной» художницей, ступая по чувствительной черте нарушения советского закона об обязательном трудоустройстве.
В 1984 году она завершила цикл монохромных экспрессионистских пейзажей города, натурой для которых служили заброшенные окрестные дома и дворы, включая Апраксин Двор. Выставка цикла «Взгляд изнутри», неожиданно популярная, в ленинградском отделении Библиотеки Академии Наук, была внезапно прервана с последовавшим вмешательством спецорганов КГБ на основании «неуставного» характера облика «города изнутри дворов» на картинах. Факт контактов с иностранцами и нелояльными согражданами послужил дополнительным отягчающим обстоятельством. Отвергнутую выставку, однако, удалось перенести в помещение Дома творчества архитекторов, в результате чего Апраксина оказалась в положении специального консультанта участников Всесоюзного конкурса архитектурных проектов по реконструкции Апраксина Двора.

## Новое живописно-философское определение классической музыки
Параллельно с этим творческое внимание Апраксиной переместилось от культуры андеграунда и альтернативной эстетики в сторону высокого искусства. Этот поворот тоже имел музыкальную подоплёку. Роль проводника в этом процессе сыграла рижская клавесинистка Айна Калнциема, сотрудничество с которой началось в 1982 году. Осевая линия обозначилась в 1984 году, когда Апраксина начала посещать оркестровые репетиции в Большом зале Ленинградской филармонии, главным дирижёром которой был тогда Евгений Мравинский. Освоению материала, связанного со сценической музыкальной деятельностью, способствовало содействие директора Большого Зала Дмитрия Соллертинского (сына Ивана Соллертинского). Первая филармоническая выставка Апраксиной, включавшая сделанные на репетициях эскизы, состоялась осенью 1984 года. Помимо дирижёров — Е. Мравинского, А. Дмитриева, М. Янсонса, Э. Чакырова — большое влияние на формирование новой творческой концепции оказал скрипач Михаил Гантварг, чей образ прямо или косвенно присутствует во многих картинах Апраксиной на музыкальные темы.
Внутренняя политика Филармонии привела к потере студии, в которой Апраксина начинала разработку оркестровых сюжетов, однако связь с Филармонией продолжалась до конца 1990-х.
Портрет Шостаковича

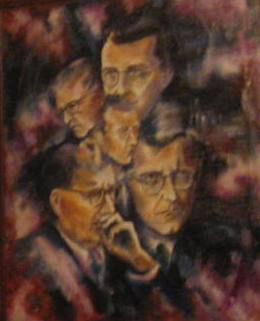
Лики Шостаковича. Татьяна Апраксина, 1986.

В 1985, отвечая на предложение Д. Соллертинского, Апраксина взялась за сюжет мемориального портрета Дмитрия Шостаковича. Портрет был создан в 1986 году при участии и поддержке композитора Бориса Тищенко, музыковеда Михаила Бялика, режиссёра Семена Арановича и других знакомых и близких Шостаковича. Отказавшись от предложенной платы, Апраксина передала картину «Лики Шостаковича» в дар Ленинградской консерватории, где портрет был помещен в классе Шостаковича, откуда позже, по просьбе композитора Андрея Петрова, переместился в правление Союза композиторов.
Видный философ-эстетик и культуролог М. С. Каган, открывавший выставку Апраксиной «Век музыки» (1998), относит «Лики Шостаковича» к

"развитию уже известного…по средневековому искусству приёма…"группового портрета одного лица"… личность великого композитора действительно предстает…как «республика субъектов»…Живопись тут делает зримым то, что А. Вознесенский сфориулировал поэтически…Чтобы оценить по достоинству такую трактовку современной личности, стоит сравнить этот «групповой портрет» с известным портретом Мерлин Монро, написанным Э. Уорхолом…".

Портреты московских музыкальных деятелей

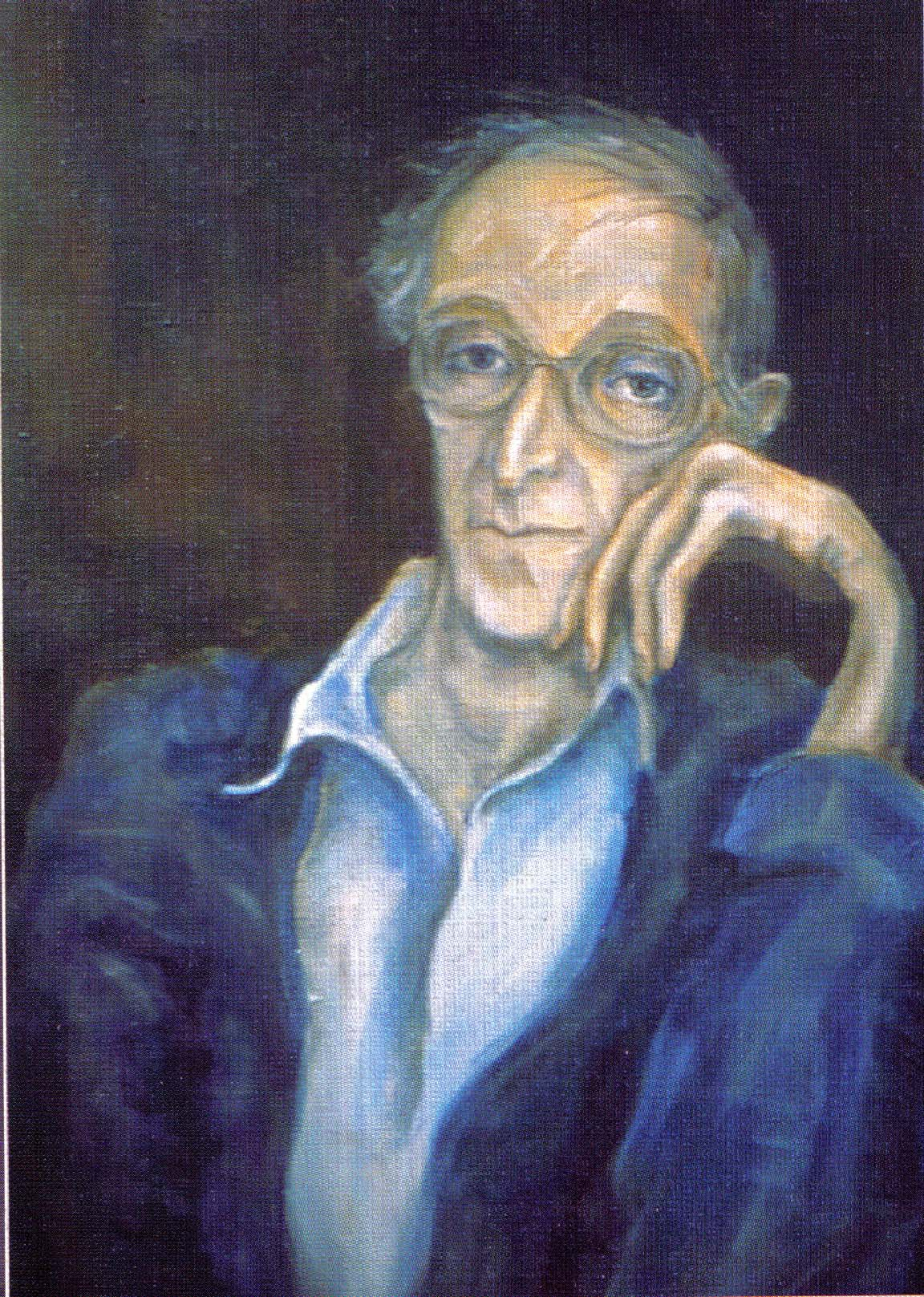
Портрет композитора Александра Локшина. Татьяна Апраксина, 1987.

Следующая значительная портретная работа Апраксиной была связана с личностью живущего тогда композитора Александра Локшина. Это происходило в Москве, где её персональные выставки состоялись в 1987 году в Институте им. Курчатова, а также в Государственном центральном музее музыкальной культуры им. Глинки. В Москве она также сделала ряд эскизов для портрета композитора Мечислава Вайнберга и начала творческое сотрудничество с Квартетом им. Бородина. Две из её картин, посвященных Квартету, находятся в собственности В. А. Берлинского. Знакомство с органисткой Наталией Малиной, посвятившей Апраксину в тайны строения органа и воплощения органной музыки, привело к появлению ещё одной образной линии, которую тоже можно причислить к московским.
В этот период творчество Апраксиной было представлено в таких журналах, как «Музыка в СССР», «Музыкальная жизнь» и «Советский Союз».
В Ленинграде ещё одной моделью для портрета был Борис Арапов. Другой ряд работ в 80-е годы сделан под влиянием «Фауста» Гёте.
Зарубежные лекции и выставки
В 1989 году Апраксина получила от Фонда Сороса финансирование для осуществления поездки по Соединённым Штатам с коллекцией своих картин. В Америке одиннадцать её выставок и ряд авторских лекций (позже расширенных и укомплектованных под общим названием «Американские лекции») прошли в учебных, культурных и информационных центрах страны.
Она была приглашена на персональный приём в доме художника Джейми Уайета, представитель «трёх поколений», патриархом которых был Эндрю Уайет.
В 1991 году большая персональная выставка Апраксиной прошла в Лейпциге.

## Сотрудничество с научно-культурной средой

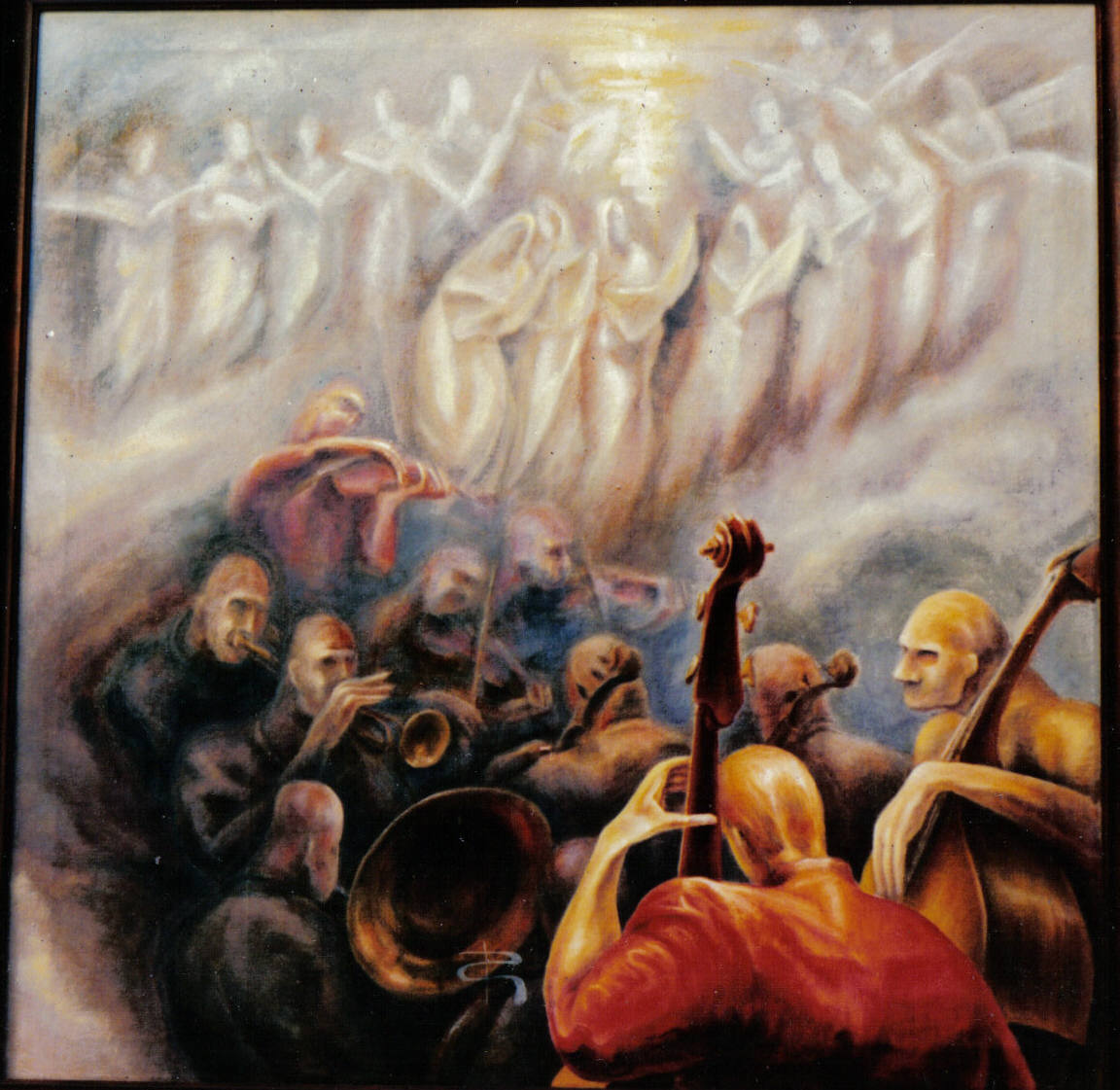
Модель мессы 2. Татьяна Апраксина, 1995.

В первой половине 90-х состоялось несколько выставок Апраксиной в Петербурге, в том числе в Доме учёных и Доме композиторов. В этих и других заведениях прозвучали и её лекции, в которых основная нагрузка была отдана частной философии Апраксиной, её трактовке связи искусств и общности наук. В 1993 году она поступила в Восточный институт Санкт-Петербурга, чувствуя потребность систематизировать своё длительное знакомство с восточной мыслью.
Опираясь на предыдущий опыт производства самиздатовского журнала «Афинский класс» (1994), в 1995 году она взялась за работу главного редактора основанного для её руководства издания «Апраксин блюз», а с 1996 года к этому прибавилась организация ежегодного культурного фестиваля «Мартовское соло». Продолжали появляться новые картины, проза и философские статьи. Среди выставок и значительных выступлений этих лет — Международный музыкальный фестиваль им. И.И. Соллертинского в Витебске (1994, 1995, 1997) и Философский факультет СПбГУ (1998) (лекционные тезисы скомпонованы в эссе «Синдром Праксителя»). В 1997 году «Апраксин блюз» стал лауреатом Всероссийского конкурса журналистов «Золотой гонг». В 1997—98 гг. была создана серия иллюстраций к поэтическому сборнику Виктора Куллэ «Палимпсест». В 1998 году в здании Двенадцати коллегий, в Центре современного искусства Санкт-Петербургского государственного университета, прошла ретроспективная выставка Апраксиной «Век музыки». «Краткие сегменты» о творчестве "Уроки для 'Орли " вышли в ежегоднике Санкт-петербургского философского общества в 2000 году.
Воспоминания и размышления Апраксиной о личности и судьбе Александра Локшина (1998, 2002) прошли ряд переизданий.
Апраксина является членом Международной ассоциации исторической психологии им. проф. В.И. Старцева.
Литературно-философские исследования Апраксиной включают в себя в том числе Фридрих Ницше, калифорнийского поэта Робинсона Джефферса, писателя Джека Керуака, и роль Америки в геополитическом контексте.
Работа Апраксиной последнего времени представлена рядом презентаций как в Америке, так и в других странах.

## Вклад в русско-американский культурный контекст

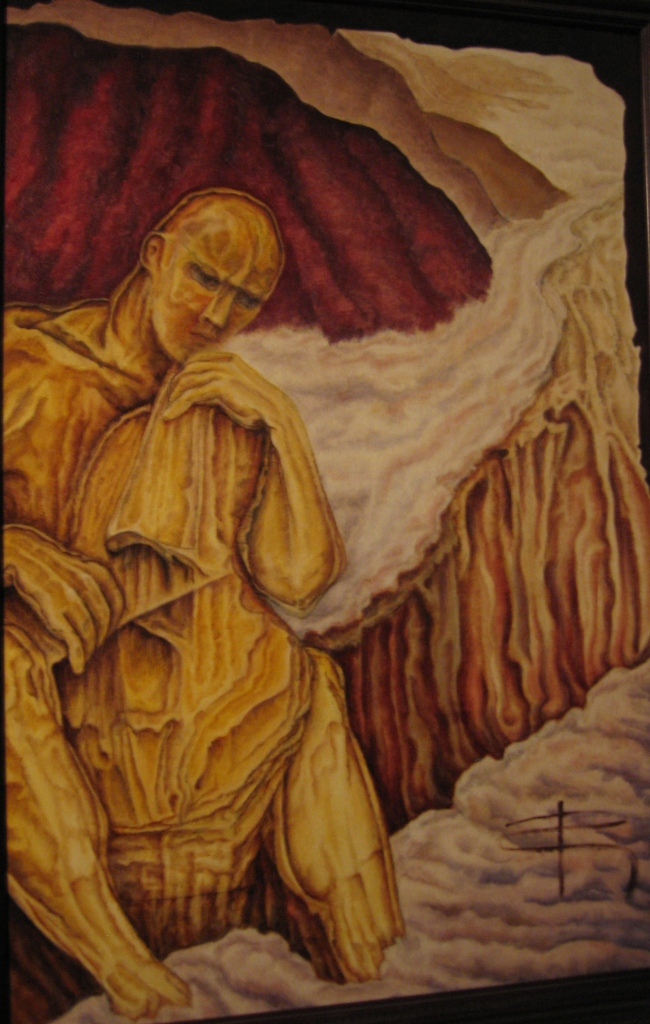
Береговая охрана. Татьяна Апраксина, 1999.

В 1999 году Апраксина снова оказалась в Америке, вступив в новый долгий период творческой работы, почти не покидая гор Санта Лючия (Santa Lucia) в Калифорнии, где она обосновалась. Среди произведений 1999 года — эпическая поэма «Калифорнийские псалмы»(Санкт-Петербург: «Нева», 2005, 2007).
Деятельность Апраксиной в Калифорнии поддерживалась представителем Конгресса США Сэмом Фарром, отмечающего её «способность оказать огромное влияние на мировые представления о значении уникального ландшафта Биг Сура (Big Sur).»
«Псалмы» Апраксиной стали лауреатом международного поэтического конкурса Росзарубежцентра в 2008 и представлены в литературном сборнике конкурса «Я вижу сны на русском языке» (М.: "Издательский дом «Литературная газета»). Составитель сборника Сергей Гловюк в предисловии особо отмечает Апраксину и «Псалмы»: «Это мощный, неординарный поэт, со своим неповторимым стилем, темой и своеобразием творческого метода. В каких-то высших смыслах диаспора Русского мира представляется неким авангардным отрядом русского языка и культуры, находящимся в зоне интенсивных активационных контактов, при смене эпох и смешении племён.» В 2012 «Псалмы» Апраксиной были впервые представлены автором в Иерусалиме.
Стихотворный цикл «Смотрю на Фудзияму» (Санкт-Петербург: «Реальность и субъект», 2001, 2002) последовал в 2000 году.
В 2023 Апраксина получила Вавилонскую премию по литературе (Babel Prize for Literature) от Mundus Artium Press.

## Документальное отражение деятельности
Документальные съёмки на тему творчества Апраксиной и с её личным участием включают Лентелефильм («Созвучие», режиссёр А. Праздников, 1989), русские телевизионные программы, такие как «Пятое колесо» (Санкт-Петербург, 1992) и европейский канал культуры Arte.